# الکساندر کدیاروف
الکساندر کدیاروف (روسی: Александр Петрович Кедяров؛ زادهٔ ۲۴ دسامبر ۱۹۴۷) تیرانداز اهل اتحاد جماهیر شوروی سوسیالیستی است.